# U-29 (1936)
U-29 – niemiecki okręt podwodny (U-Boot) typu VII A z okresu II wojny światowej. Okręt wszedł do służby w 1936. 

## Historia
Po wejściu do służby okręt należał do 2. Flotylli („Saltzwedel”). Odbył 7 patroli bojowych, spędzając w morzu 223 dni. Zatopił 12 jednostek o łącznej pojemności 67 277 BRT. 17 września 1939 roku pod dowództwem Ottona Schuharta zatopił lotniskowiec HMS „Courageous” (22 560 t). Od stycznia 1941 służył kolejno w 24., 23. i 21. Flotylli jako okręt treningowy i szkolny.
Zatopiony przez własną załogę 4 maja 1945 w zatoce Kupfermühlen w pobliżu Flensburga w ramach operacji Regenbogen. W 1948 roku podniesiony wrak został złomowany.